# Меліса Ждрелла
Меліса Ждрелла (10 травня 2000) — косовська плавчиня. Учасниця Чемпіонату світу з водних видів спорту 2017, де в попередніх запливах на дистанції 100 метрів брасом посіла 49-те місце і не потрапила до півфіналів.